# Gemeentelijk Lyceum voor Meisjes

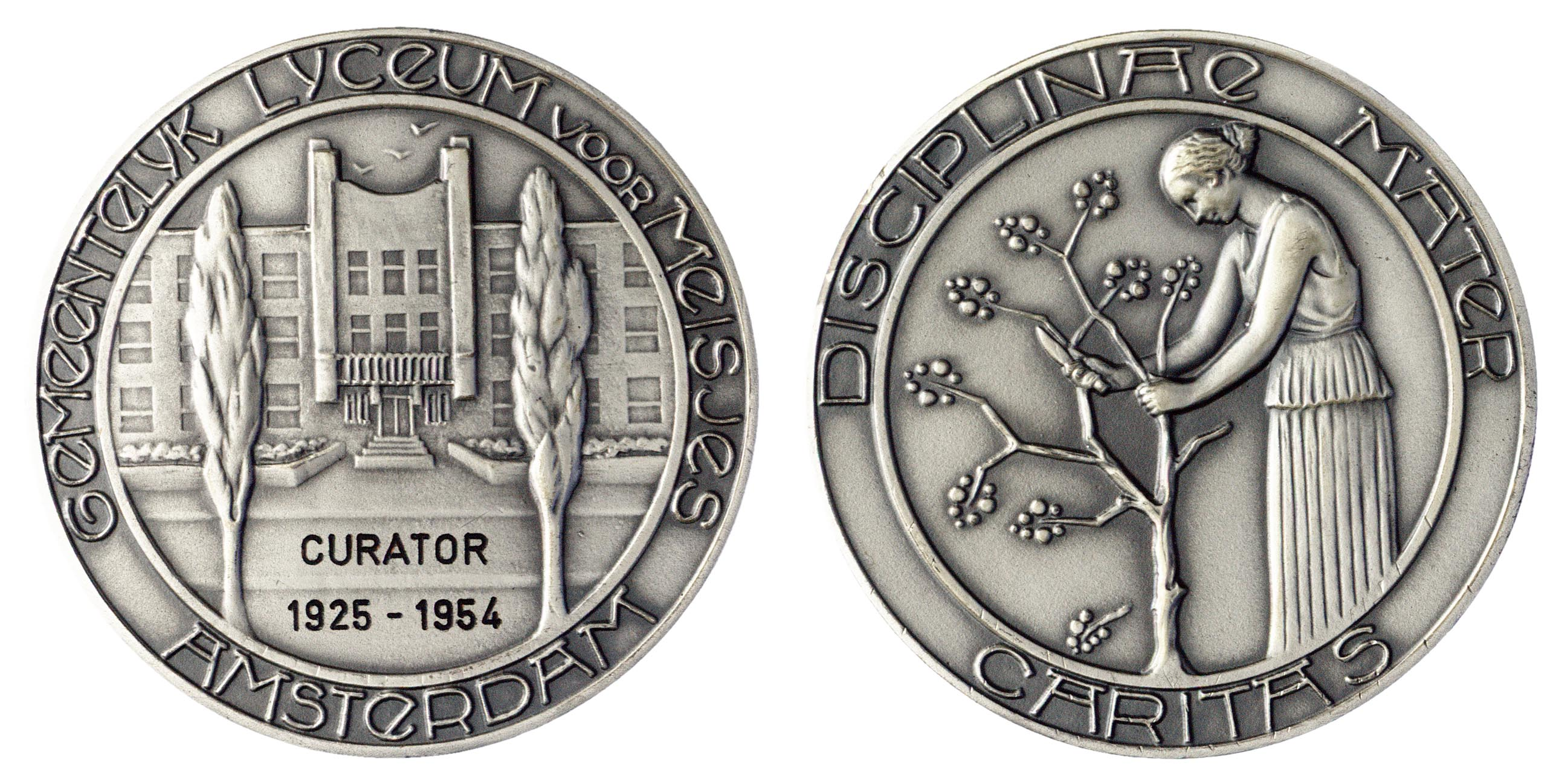
Gedenkpenning van het Gemeentelijk Lyceum voor Meisjes

Het Gemeentelijk Lyceum voor Meisjes was een middelbare school in Amsterdam-Zuid. De school werd opgericht in 1925 en fuseerde in 1969 met een meisjesmavo en -havo tot meisjesscholengemeenschap 'Gerrit van der Veen' (voorloper van het Gerrit van der Veen College). Met ingang van het schooljaar 1971-1972 werd de lyceum-afdeling opgeheven.

## Geschiedenis
In 1925 begonnen de lessen aan de Hondecoeterstraat 6 in Amsterdam. Ondertussen werd een nieuw onderkomen gebouwd aan de Reijnier Vinkeleskade, dat door architect Nicolaas Lansdorp was ontworpen in de stijl van de Amsterdamse School. Hildo Krop was verantwoordelijk voor de sculpturale aankleding van het gebouw. Het interieur werd verzorgd door Ad Grimmon, Maria Hubrecht maakte voor de hal wandschilderingen van de geologische tijdperken van het Cambrium tot het Krijt. Later schilderde Gerard Westermann voor een van de lokalen een tafereel uit de legende van de heilige Elisabeth van Thüringen (1936) en werd een bronzen meisjeskopje (1940) van Henk Henriët door de school aangekocht.
De eerste rectrix van het meisjeslyceum was dr. Magrita J. Freie (1884-1959), tevens lerares Duits. Ze zette zich in voor goed onderwijs en een docententeam met een hoog aantal vrouwen. Haar rol tijdens de Tweede Wereldoorlog is omstreden. Ze leek makkelijk mee te werken met de maatregel om joodse meisjes, onder wie Margot Frank, van de school te verwijderen. Na de oorlog leek ze van inzicht te zijn veranderd en was ze verantwoordelijk voor het vertrek van het pro-Duitse echtpaar Gulden-Rademakers, docenten klassieke talen. Freie nam afscheid bij het 25-jarig bestaan van de school in 1950. Op de vraag of het nog nuttig en noodzakelijk was dat er een Lyceum voor meisjes was antwoordde ze: "Nog even noodzakelijk als vijf-en-twintig jaar geleden! Nog altijd is het onderwijs op de gemengde scholen ingesteld op de jongens; nog altijd zijn er veel meer mannelijke docenten dan vrouwelijke. Op onze school is de leermethode, de aanpak anders en gericht op het meisje dat zich geleidelijk kan ontwikkelen zonder onnodige afleiding."  Ze ontving bij haar afscheid een portret van haarzelf, geschilderd door haar schoonzus Geertje Freie-Gevers, tekenlerares aan het meisjeslyceum. Ook ontving ze de gedenkpenning van de school, met daarop de door haar bedachte spreuk Disciplinae Mater Caritas (vertaling: de liefde is de moeder aller scholing).
Met de invoering van de Mammoetwet werd het onderwijs gereorganiseerd. Als gevolg daarvan fuseerde het Gemeentelijk Lyceum voor Meisjes per 1 augustus 1969 met de Dr. Aletta Jacobsschool voor mavo en de meisjesschool voor havo 'Gerrit van der Veen' tot de meisjesscholengemeenschap 'Gerrit van der Veen'. Naamgever Gerrit van der Veen was beeldhouwer en verzetsman. Met ingang van het schooljaar 1971-1972 werd de lyceum-afdeling opgeheven en werd de school een gemengde scholengemeenschap voor mavo-havo, later hernoemd naar Gerrit van der Veen College.
In het schoolgebouw aan de Reijnier Vinkeleskade werd in 1984 het Joke Smit College voor voortgezet algemeen volwassenenonderwijs ondergebracht. Per 1 januari 2012 heeft het gebouw de status van gemeentelijk monument.

## Oud-docenten en -leerlingen
Docenten
- Max Euwe
- Geertje Freie-Gevers
- Elly Jaffé-Freem
- Johanna Aleida Nijland
- Mies Wiener

Leerlingen
- Frida Balk-Smit Duyzentkunst
- Margot Frank
- Pauline Wesselink